# Erika Schubert
Erika Schubert (* 6. April 1920 in Graz; † 8. Jänner 2019) war eine österreichische Opernsängerin (Alt).

## Leben
Erika Schubert besuchte die Privatschule der Evangelischen Gemeinde Graz. Ihre künstlerische Laufbahn begann im Jahre 1935, im Alter von 15 Jahren, als Statistin und Ballettelevin am Opernhaus Graz. Ihre Gesangsausbildung erhielt sie an der Musikschule des Landeskonservatoriums Graz bei dem Gesangsprofessor Herbert Thöny sowie an der angegliederten „Opernschule Franz Mixa“.
Ihr erstes Bühnenengagement hatte sie in der Spielzeit 1940/41 als Elevin am Grazer Opernhaus, wo sie 1941 ihr Debüt als einer der Drei Knaben in Mozarts Oper Die Zauberflöte gab. Bis 1942 folgten am Grazer Opernhaus Stückverträge in Oper und Schauspiel. Ab Jänner 1942 war sie bis 1944 als sog. „Spielaltistin“ am Opernhaus Straßburg verpflichtet. Nebenbei gastierte sie von dort aus erfolgreich in Stuttgart, Freiburg, Karlsruhe und Saarbrücken.
Kurz vor dem Ende des Zweiten Weltkriegs kehrte Schubert wieder in ihre Heimatstadt Graz zurück und sang 1945, noch unter russischer Besatzung, bei der ersten Vorstellung im Grazer Schauspielhaus unter anderem Melodien von Leo Fall. Im Juli 1945 wirkte sie bei der Wiedereröffnung des bombenbeschädigten Grazer Opernhauses mit. Von 1945 bis 1993 gehörte Schubert als festes Ensemblemitglied der Grazer Oper an. Bis zu ihrem endgültigen Bühnenabschied 1998 war sie dort weiterhin unter Vertrag. 2005 trat sie bei einem Künstlergespräch für die Gesellschaft der Grazer Opernfreunde nochmals öffentlich in Erscheinung. Sie war Ehrenmitglied der Grazer Oper. Zu ihren Hauptrollen am Grazer Opernhaus gehörten Carmen, Octavian, Klytämnestra und die Erda im Ring-Zyklus. Sie trat in Graz auch in der Operette und im Musical auf. Sie interpretierte unter anderem die Hosenrolle des Grafen Orlowsky in der Strauß-Operette Die Fledermaus und war die Haushälterin Mrs. Pearce in My Fair Lady.
Am Opernhaus Graz übernahm Schubert in Neueinstudierungen auch zahlreiche Operettenrollen, u. a. Fürstin Anhilte in Die Csárdásfürstin (Spielzeit 1975/76), Gräfin Palmatica in Der Bettelstudent (Spielzeit 1976/77), Madame Palmyra Beaubuisson in Der Opernball (Spielzeit 1976/77), die Hotelbesitzerin Carla Schlumberger in Die Zirkusprinzessin (Spielzeit 1977/78), Gräfin Stasa Kokozoff in Der Graf von Luxemburg (Spielzeit 1978/79) und die Erzieherin Mirabella in Der Zigeunerbaron (Spielzeit 1986/87).
1953 debütierte sie bei den Bayreuther Festspielen als Rossweiße in Die Walküre. 1962 sang sie dort die Schwertleite, 1964 nochmals die Rossweiße. 1953 gastierte sie mit dem Ensemble der Bayreuther Festspiele am Teatro San Carlo in Neapel. 1955 war sie beim Wagner-Festival in Barcelona zu Gast.
Im März 1955 gab sie als Zigeunerin Czipra in der Strauß-Operette Der Zigeunerbaron ihr Debüt an der Wiener Staatsoper. Sie sang dort außerdem Schwertleite (April 1960), die Dritte Magd in Elektra (1960–1963) und Annina in La Traviata (Jänner 1968). In den Spielzeiten 1967/68 und 1968/69 trat sie als Siegrune im Ring-Zyklus an der Mailänder Scala auf.
Schubert sang an über 40 Bühnen im In- und Ausland. Sie gastierte am Opernhaus Rom (1956, als Schwertleite), an der Grand Opéra Paris (1957), am Opernhaus Nürnberg (1959), am Théâtre de La Monnaie (1960, 1964 und 1966), am Teatro Massimo in Palermo (1962 und 1970, als Schwertleite), an der Deutschen Oper am Rhein, in Amsterdam (1966) sowie am Opernhaus von Toulouse und an der Opéra de Lyon. Sie trat auch in Avignon, Venedig, Kairo und Japan (Osaka) auf.
Schubert, die auch als Pädagogin tätig war, wurde für ihr künstlerisches und kulturelles Schaffen mehrfach ausgezeichnet. Sie war „Steirische Kammersängerin“, ein Titel, der eigens für sie geschaffen wurde, Trägerin des Goldenen Ehrenzeichens des Landes Steiermark, Trägerin des Silbernen und des Goldenen Ehrenzeichens der Stadt Graz und seit Oktober 2004 in Anerkennung ihrer besonderen Verdienste um die Stadt „Bürgerin der Stadt Graz“. 1996 wurde ihr der Berufstitel „Professor“ verliehen.
Sie starb im Alter von 98 Jahren.

## Repertoire und Tondokumente
Schubert sang anfangs Partien für Spielalt und das lyrische Rollenfach. Zu ihrem Repertoire gehörten Rollen wie Marcellina in Le Nozze di Figaro, Irmentraut in Der Waffenschmied, Frau Reich in Die lustigen Weiber von Windsor, Nicklaus in Hoffmanns Erzählungen und Frau Marthe Schwerdtlein in Margarethe. Später kamen dramatischere Rollen und das Charakterfach hinzu.
Sie sang schwerpunktmäßig Rollen von Verdi (Maddalena in Rigoletto, Ulrica in Ein Maskenball), Richard Strauss (Octavian, Klytämnestra, Herodias in Salome) und Richard Wagner (Erda, Mary im Fliegenden Holländer).
Schuberts Stimme ist durch Rundfunkaufnahmen und durch verschiedene Live-Mitschnitte (Ring-Zyklus aus Bayreuth) dokumentiert. Sie machte Rundfunkaufnahmen unter anderem für Radio Saarbrücken, den Hessischen Rundfunk und für den Sender Alpenland.